# Mesolita interrupta
Mesolita interrupta är en skalbaggsart som beskrevs av Lea 1918. Mesolita interrupta ingår i släktet Mesolita och familjen långhorningar. Inga underarter finns listade i Catalogue of Life.